# Ozobranchus margoi
Ozobranchus margoi is een ringworm uit de familie van de Ozobranchidae. De wetenschappelijke naam van de soort is voor het eerst geldig gepubliceerd in 1890 door Apáthy.